# Astra HD9
La série Astra HD 9 est une gamme de camions lourds et extra lourds, porteurs et tracteurs de semi-remorques de chantier et pour convois exceptionnels, fabriquée par le constructeur italien Astra SpA, filiale du groupe IVECO, à partir de 2012.
Cette gamme remplace la précédente gamme de véhicules de chantier, la série Astra HD8.
Elle en conserve la robustesse classique des productions Astra qui en a fait la réputation de la marque depuis l'origine, alliée à une nouvelle cabine en fibre de verre. Son châssis est homologué pour des charges de 40 t dans la version porteur 8x4 et 56 t en version tracteur semi-remorque, conformément au code de la route en Italie et dans les pays acceptant ces charges peu communes et monte jusqu'à 121 t pour les convois exceptionnels.
Note : sur route, en France, ce véhicule serait limité (en 2017) à 32 t dans la version porteur 8x4 et 40 t en version semi-remorque.

## Description
Source.
Le marché italien des véhicules de chantier a toujours été très particulier. Compte tenu du code de la route qui permet à ces véhicules de circuler avec 33 t sur trois essieux en 6x4, 40 t en version 8x4, avec un gyrophare sur le toit de la cabine lorsqu'il est en charge. Les Astra HD9, comme les séries précédentes Astra HD8 et HD 7/c sont des véhicules facilement adaptables, en benne ou en malaxeurs avec systématiquement une pompe à béton.
Doté du fameux moteur 6 cylindres en ligne IVECO Cursor 13 de 12 882 cm3 de cylindrée développant jusqu'à 560 ch DIN. Il dispose d'un couple maximum de 2 500 N m sur la plage allant de 1 000 à 1 440 tr/min.
Conçu pour répondre aux exigences de toutes les missions extrêmes, sur route comme en tout-terrain, pour des charges de 33 à 121 t, on peut vérifier la réputation de robustesse et de fiabilité de la marque.
Décliné en porteur en version 4x2, 4x4, 6x4, 6x6, 8x4, 8x6 et 8x8 et tracteur 6x4, 6x6 et 8x6, il sert aussi de véhicule adapté par le spécialiste italien SIVI pour les transports exceptionnels. Il est aussi transformé pour satisfaire aux exigences des cahiers des charges des nombreuses armées.
L'Astra HD9 se distingue par sa nouvelle cabine offrant un confort maximal. C'est le véhicule de référence le plus important pour le transport en carrières et chantiers, pour toutes les grandes entreprises de construction qui recherchent un véhicule fiable et robuste. Deux types de cabines sont disponibles, courte (AD) ou longue (AT).
La principale caractéristique de ce camion polyvalent est le nombre de possibilités presque illimitées de personnalisation, plus de cent selon le constructeur. La nouvelle cabine du HD9 résume le caractère résolu et original du véhicule. Elle est construite en acier haute résistance traité et offre un design nouveau et agressif. La nouvelle grille de calandre s'ouvre entièrement avec les éléments de coin connectés, pour permettre d'accéder très facilement aux organes à maintenir.

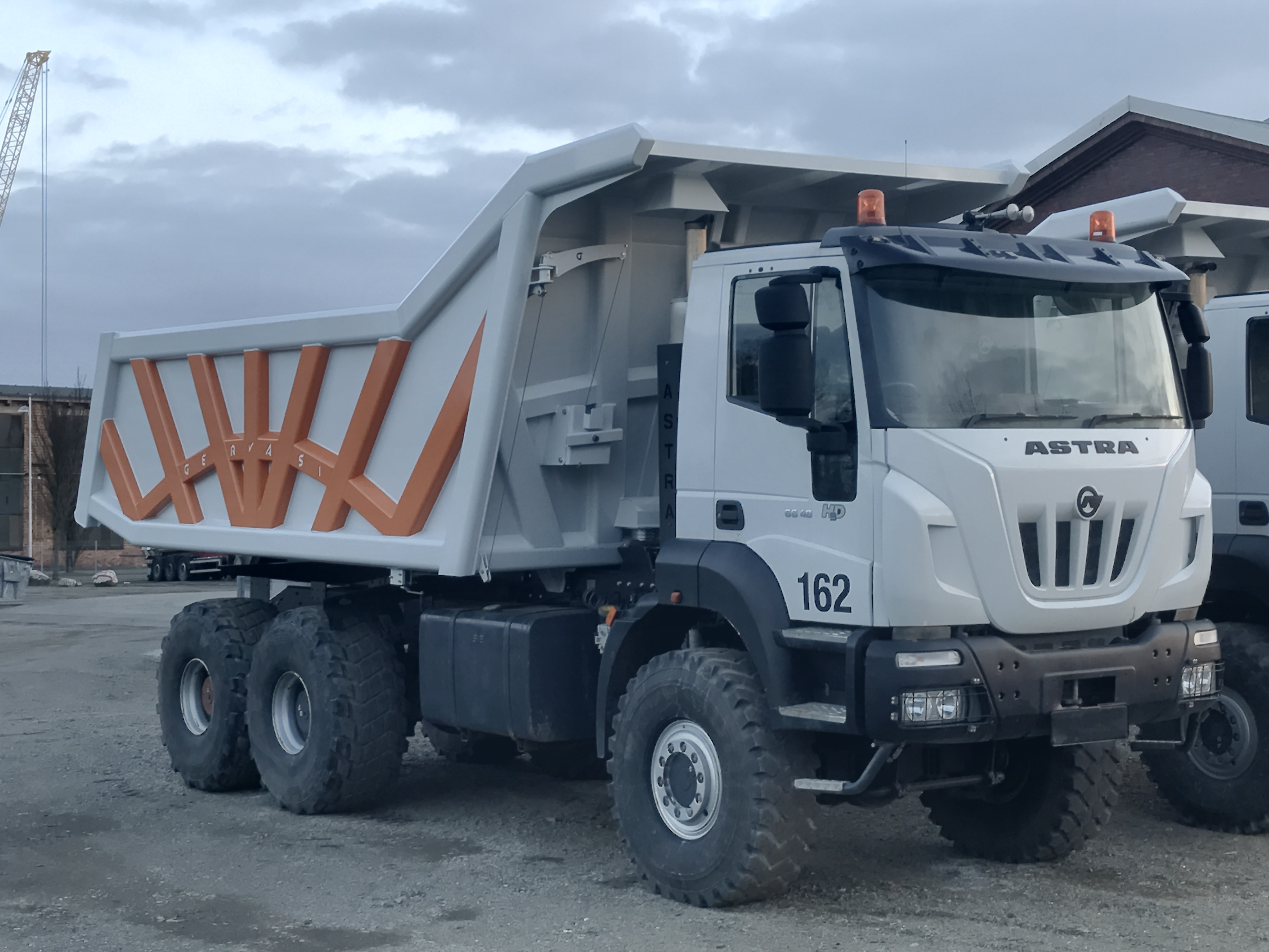
Astra HD9 porteur benne 6x6 version désert.

L'intérieur de la cabine est entièrement nouveau. Tout a été conçu pour améliorer le confort de conduite et la sécurité. L'accès à la cabine est facilité par une ouverture de la porte à plus de 90°. Le système de ventilation et de chauffage a été amélioré avec de nouvelles bouches d'aération pour faire face à toutes les situations aux quatre coins du monde, en région arctique ou désertique. Les sièges sont parfaitement ergonomiques avec multi-réglages comportent des ceintures de sécurité intégrées.
Une variante type désert est aussi disponible pour chaque type de configuration, équipée de pneumatiques 24.00 R 20.5 basse pression.
La gamme Astra HD9 pour les marchés européens, homologuée selon la norme Euro 6, se compose de modèles 6x4, 6x6, 8x4, 8x6 et 8x8.
| Modèles Euro 6    | Config.      | Moteur              | Cylindrée (cm3) | Puissance (ch DIN / kW à 1 900 tr/min) | Couple (N m à tr/min)               | Poids à vide (t) | PTC / PTRA (t) |
| ----------------- | ------------ | ------------------- | --------------- | -------------------------------------- | ----------------------------------- | ---------------- | -------------- |
| 64.45 64.50 64.56 | Porteurs 6x4 | IVECO Cursor 13 F3B | 12 882          | 450 (332) 500 (368) 560 (412)          | 2 200 2 300 2 500 à 900/1 570       | 10,3 à 10,4      | 40,0 / 104,0   |
| 64.50T            | Tracteur 6x4 | IVECO Cursor 13 F3B | 12 882          | 500 (368)                              | 2 300 à 970/1 520                   | 10,5 à 10,7      | 40,0 / 104,0   |
| 66.45 66.50 66.56 | Porteurs 6x6 | IVECO Cursor 13 F3B | 12 882          | 450 (332) 500 (368) 560 (412)          | 2 200 2 300 2 400 2 500 à 970/1 520 | 10,8 à 11,0      | 40,0 / 104,0   |
| 66.50T            | Tracteur 6x6 | IVECO Cursor 13 F3B | 12 882          | 500 (368)                              | 2 300 à 970/1 520                   | 11,1             | 40,0 / 104,0   |
| 84.45 84.50 84.56 | Porteurs 8x4 | IVECO Cursor 13 F3B | 12 882          | 450 (332) 500 (368) 560 (412)          | 2 200 2 300 2 500 à 970/1 520       | 11,6 à 11,9      | 60,0 / 130,0   |
| 86.45 86.50 86.56 | Porteurs 8x6 | IVECO Cursor 13 F3B | 12 882          | 450 (332) 500 (368) 560 (412)          | 2 200 2 300 2 500 à 970/1 570       | 12,2 à 12,3      | 60,0 / 130,0   |
| 88.50             | Porteur 8x8  | IVECO Cursor 13 F3B | 12 882          | 500 (368)                              | 2 300 à 970/1 520                   | 12,6             | 50,0 / 130,0   |

## Versions export
Pour certains marchés étrangers avec des législations différentes, Astra SpA a élargi son offre avec une vaste gamme de modèles allant des deux essieux au format 4x2 et 4x4 jusqu'aux quatre essieux au format 8x8.
| Modèles                                          | Config.       | Moteur                    | Cylindrée (cm3) | Puissance (ch DIN / kW à 1 900 tr/min)                                | Couple (N m à tr/min)                                                                   | Poids à vide (t) | PTC / PTRA (t) |
| ------------------------------------------------ | ------------- | ------------------------- | --------------- | --------------------------------------------------------------------- | --------------------------------------------------------------------------------------- | ---------------- | -------------- |
| 42.38 42.41 42.44 42.48                          | Porteurs 4x2  | IVECO Cursor 13 F3B E3681 | 12 882          | 380 (280) 410 (302) 440 (324) 480 (353)                               | 1 800 à 900 1 900 2 200 2 300 à 1 000/1 440                                             | 7,3 à 7,6        | 21,0 / 55,0    |
| 42.38T 42.41T 42.44T 42.48T 42.52T 42.56T        | Tracteurs 4x2 | IVECO Cursor 13 F3B       | 12 882          | 380 (280) 410 (302) 440 (324) 480 (353) 520 (382) 560 (412)           | 1 800 à 900 1 900 2 200 2 300 2 400 2 500 à 1 000/1 440                                 | 7,4 à 7,6        | 22,0 / 55,0    |
| 44.41 44.44 44.48                                | Porteurs 4x4  | IVECO Cursor 13 F3B E3681 | 12 882          | 410 (302) 440 (324) 480 (353)                                         | 1 900 2 200 2 300 à 1 000/1 440                                                         | 7,9 à 8,0        | 22,0 / 55,0    |
| 44.41T 44.44T 44.48T 44.52T 44.56T               | Tracteurs 4x4 | IVECO Cursor 13 F3B E3681 | 12 882          | 410 (302) 440 (324) 480 (353) 520 (382) 560 (412)                     | 1 900 2 200 2 300 2 400 2 500 à 1 000/1 440                                             | 8,4              | 20,0 / 55,0    |
| 64.38 64.41 64.42 64.44 64.48 64.52 64.56        | Porteurs 6x4  | IVECO Cursor 13 F3B       | 12 882          | 380 (280) 410 (302) 420 (310) 440 (324) 480 (353) 520 (382) 560 (412) | 1 800 à 900 1 900 2 100 2 200 2 300 2 400 2 500 à 1 000/1 440                           | 9,6 à 10,0       | 40,0 / 121,5   |
| 64.38T 64.41T 64.42T 64.44T 64.48T 64.52T 64.56T | Tracteurs 6x4 | IVECO Cursor 13 F3B       | 12 882          | 380 (280) 410 (302) 420 (310) 440 (324) 480 (353) 520 (382) 560 (412) | 1 800 à 900 1 900 à 1 000/1 440 1 900 à 900/1 500 2 200 2 300 2 400 2 500 à 1 000/1 440 | 9,8 à 10,7       | 40,0 / 130,0   |
| 66.38T 66.41T 66.42T 66.44T 66.48T 66.52T 66.56T | Tracteurs 6x6 | IVECO Cursor 13 F3B       | 12 882          | 380 (280) 410 (302) 420 (309) 440 (324) 480 (353) 520 (382) 560 (412) | 1 800 à 900/1 500 1 900 à 900/1 500 2 200 2 300 2 400 2 500 à 1 000/1 440               | 10,3 à 11,35     | 40,0 / 130,0   |
| 84.41 84.44 84.48 84.52 84.56                    | Porteurs 8x4  | IVECO Cursor 13 F3B       | 12 882          | 410 (302) 440 (324) 480 (353) 520 (382) 560 (412)                     | 2 100 2 200 2 300 2 400 à 1 000/1 440 2 500 à 1 000/1 600                               | 11,0 à 11,2      | 50,0 / 104,0   |
| 86.44 86.48 86.52 86.56                          | Porteurs 8x6  | IVECO Cursor 13 F3B       | 12 882          | 440 (324) 480 (353) 520 (382) 560 (412)                               | 2 200 2 300 2 400 2 500 à 1 000/1 600                                                   | 11,4 à 11,6      | 50,0 / 104,0   |
| 88.44 88.48 88.52 88.54 88.56                    | Porteurs 8x8  | IVECO Cursor 13 F3B       | 12 882          | 440 (324) 480 (353) 520 (382) 540 (400) 560 (412)                     | 2 100 à 900/1 470 2 300 2 400 2 300 2 500 à 1 000/1 600                                 | 11,7 à 12,0      | 50,0 / 104,0   |

### Véhicules spéciaux

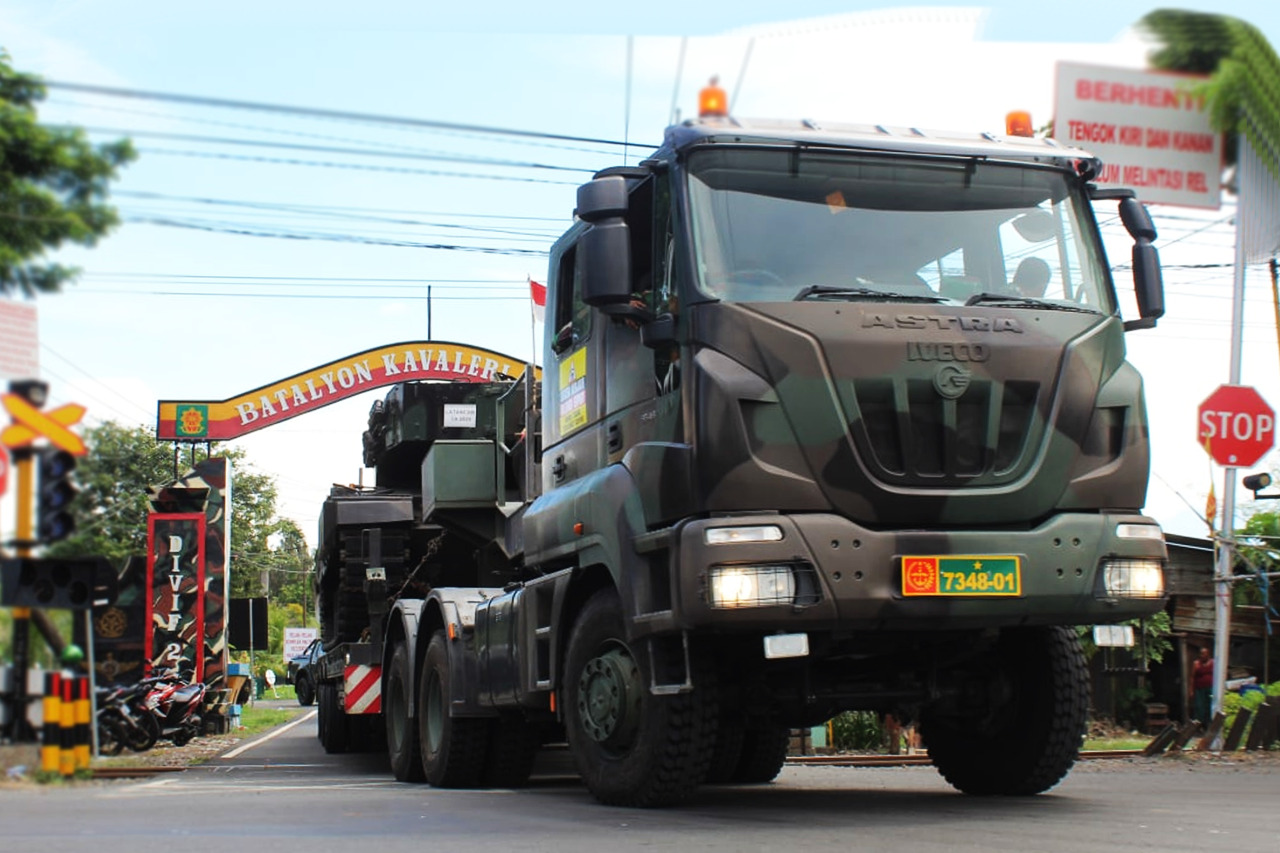
Iveco Astra HD9 de l'armée indonésienne transportant un char Leopard 2 du 8e bataillon de cavalerie Narasinga Wiratama, 2e division d'infanterie de Kostrad au cours de l'exercice inter-branches 2020.

| Modèles               | Config.              | Moteur              | Cylindrée (cm3) | Puissance (ch DIN / kW à 1 900 tr/min) | Couple (N m à tr/min)     | Poids à vide (t) | PTC / PTRA (t)            |
| --------------------- | -------------------- | ------------------- | --------------- | -------------------------------------- | ------------------------- | ---------------- | ------------------------- |
| HD9 84.48 11T         | Porteur/Tracteur 8x4 | IVECO Cursor 13 F3B | 12 882          | 480 (354) 540 (397)                    | 2 200 2 350 à 1 000/1 690 | 12,7             | 65,0 / 104,0 Exceptionnel |
| HHD9 86.48 11T Désert | Porteur/Tracteur 8x6 | IVECO Cursor 13 F3B | 12 882          | 480 (354) 540 (397)                    | 2 200 2 350 à 1 000/1 690 | 13,8             | 65,0 / 104,0 Exceptionnel |
| HD9 86.48 11T         | Porteur/Tracteur 8x6 | IVECO Cursor 13 F3B | 12 882          | 500 (368) 560 (412)                    | 2 300 2 500 à 970/1 520   | 13,6             | 65,0 / 104,0 Exceptionnel |

## Version militaire
Comme tous les modèles Astra, depuis son intégration dans le groupe IVECO, une variante militaire est proposée. Elle conserve la marque Astra en Italie et est commercialisée sous la double marque Iveco-Astra à l'étranger.